# Бадалин (скоростная дорога)
Скоростная дорога Пекин — Бадалин (кит. упр. 八达岭高速公路, пиньинь Bādálíng Gāosù Gōnglù) — платная скоростная автодорога, соединяющая урбанизированную часть Пекина с сохранившимся участком Великой китайской стены под Бадалином. Длина — 70 км. Дорога начинается с эстакады Мадянь к северу от 3-й кольцевой дороги и идёт на северо-запад. На участке Мадянь — Нанькоу дорога 6-полосная (по 3 полосы в каждом направлении), далее — 4-полосная. После Бадалина дорога идёт на Яньцин, откуда становится скоростной дорогой Пекин — Чжанцзякоу.
Дорога строилась в три этапа, начиная с января 1996 года, и была завершена в сентябре 2001 года. Изначально она не имела соединения со скоростной дорогой Пекин — Чжанцзякоу, и стала считаться её частью лишь после построения отрезка Яньцин — Канчжуан.
Скоростная дорога «Бадалин» является частью скоростных дорог Пекин — Чжанцзякоу и Пекин — Датун.
В 2005 году произошла крупная авария двадцать четыре пассажира автобуса из провинции Хэбэй погибли и еще девять получили ранения в результате.